# Midway Branch
La Midway Branch est un tronçon du métro de Chicago situé dans le sud-ouest de la ville. Long de 14,8 kilomètres, il est actuellement utilisé par la ligne orange et porte le nom de l'aéroport international Midway où se trouve son terminus.
C’est le tronçon le plus récent du métro de Chicago et contrairement aux autres segments, il ne suit aucune voirie routière, il est toujours situé à côté d’une voirie que ce soit sur un viaduc ou au niveau du sol.

## Historique
Les quartiers sud-ouest de Chicago ont longtemps été négligés par le métro et ce malgré des propositions pour étendre l’ancien réseau de la Metropolitan West Side Elevated au début des années 1900 ou encore lors de l’ouverture du State Street Subway en 1943 qui prévoyait la connexion directe du tunnel vers l’ancien aéroport Municipal renommé depuis aéroport international Midway de Chicago.
Lorsque l'autoroute Stevenson a été construite à la fin des années 1970, l'espace a été laissé dans une grande partie de sa longueur afin d’y ajouter une ligne comme pour la Dan Ryan Branch ou la Congress Branch par exemple mais sans succès.
Ce n’est qu’en 1980 que la maire de Chicago Jane Byrne a annoncé l’approbation de plans pour une nouvelle voie de métro en y allouant le budget de la construction de l’autoroute Crosstown annulée. Néanmoins faute d’approbation fédérale, les travaux ne débutèrent pas comme prévus en 1982.
Il fallut une nouvelle fois attendre jusqu’en 1986 et l’accord du président Ronald Reagan qui promit au maire Harold Washington un budget de 500 millions de dollars pour la construction de la nouvelle ligne. Ce montant relativement faible pour un chantier de cette envergure s’explique par le fait que la construction de la Midway Branch ne faisait qu’englober des rails abandonnés de compagnies comme l' Illinois Central Railroad ou la  Santa Fe Railway par exemple. Les travaux débutèrent en 1987 après la station Roosevelt afin de prolonger les voies existantes de la South Side Main Line vers Midway.
Les travaux de construction de la Midway Branch qui comprenait également la création d’un nouveau dépôt durèrent six ans et la ligne put finalement être inaugurée le 31 octobre 1993.
Toutes les stations de la Midway Branch sont accessibles aux personnes handicapées et chacune hormis Ashland reçut également un parking de dissuasion.

## Projets sur la Midway Branch
Au-delà de l'aéroport international de Midway, une étude est menée afin d'éventuellement prolonger la ligne vers le quartier de Ford City et son centre commercial dans le secteur communautaire de West Lawn. Cette desserte était initialement prévue à l'ouverture de la ligne orange en 1993 mais fut abandonnée faute de budget. Le terminus actuel de Midway est d'ailleurs déjà configuré pour la prolongation de la ligne orange.
La première présentation publique de l'extension s'est déroulée en août 2008, avant que la deuxième concertation d'avril 2009 privilégie la nouvelle desserte le long de Cicero Avenue en longeant les voies de chemin de fer existantes jusqu'au nord de Ford City. Son nouveau terminus serait construit à côté du centre commercial de Ford City et une station intermédiaire serait ouverte à hauteur de 67th Street ou de 71st Street afin de desservir le stade de football des Fire de Chicago, le Toyota Park à Bridgeview, en banlieue ouest de Chicago.
Les rumeurs de fermeture du centre commercial de Ford City, même si aucune communication officielle n'a été faite en ce sens, ne remettent en aucun cas les projets d'extension.
Les travaux doivent commencer au plus tard en 2013 et la nouvelle ligne sera opérationnelle en 2016.